# Chihuahua (rasă canină)
Chihuahua este o rasă de câine, originară din statul mexican omonim, care a cunoscut în ultimul timp o răspândire rapidă printre iubitorii de animale. Câinele Chihuahua este temperamental, loial, însă nu este deloc potrivit pentru familiile care au copii mici.

Este unul dintre cei mai mici câini din lume (ca dimensiuni).

## Aspect
Are capul rotund, urechile ascutițe și ridicate. Măsoară între 15 și 38 de cm, în funcție de puritatea rasei. Cântărește între 1 și 3 kg. Poate avea blana scurtă (netedă) sau lungă (mătăsoasă). Culorile pot varia: negru, alb, alb cu negru, maroniu, cafeniu, roșcat și o multitudine de combinații.
Chiar dacă este un câine foarte activ, Chihuahua este predispus la obezitate, dacă nu este hrănit conform nevoilor sale.
Standardele de rasă pentru acest câine nu specifică în general o înălțime, doar o greutate și o descriere a proporțiilor lor generale. În general, înălțimea variază între 15 și 23 cm, cu toate acestea, unii câini cresc până la 30 până la 38 cm. Atât standardele rasei britanice, cât și cele americane afirmă că un Chihuahua nu trebuie să cântărească mai mult de 2,7 kg pentru conformare.
Cu toate acestea, standardul britanic mai precizează că este de preferat o greutate de 1,8–2,7 kg. O clauză care spunea „dacă doi câini sunt la fel de buni ca tip, se preferă cel mai mic” a fost eliminată în 2009. Standardul Fédération Cynologique Internationale solicită câini în mod ideal între 1,5 și 3,0 kg, deși cei mai mici sunt acceptați în ringul de expunere.

## Temperament
Chihuahua este un câine mic, energic, protector și teritorial. Nu sunt potriviți în familiile unde există copii mici, deoarece pot fi agresivi și se enervează foarte ușor. Dacă e scăpat de sub control, poate fi distructiv pentru stăpân. 
Nu e potrivit în locuințele unde sunt crescute și alte animale, în special alte rase de câini.
Trebuie dresați și ținuți sub control; în caz contrar pot dezvolta sindromul câinelui mic. Acestea sunt ideale pentru viața  de apartament, deoarece acestea se pot bucura de și petrece timpul de joc în interior. 

### Origine
Mexic

### Înălțime
15–23 cm

### Greutate
1–3 kg

### Durata de viață
12-18 ani

### Grupa
Toy

### Istoric rasă
Silueta delicată a acestui câine se identifică foarte clar printre vestigiile arheologice conservate de pe vremea culturilor precolumbiene ce au evoluat pe teritoriul actual al statului Mexic. Se opinează că descind din câinii de talie mică denumiți Techichi, crescuți preponderent de tolteci. Și aztecii i-au îndrăgit, ba chiar se pare că le-au atribuit un rol în viața lor religioasă (așa cum o sugerează statuetele și osemintele descoperite la Piramida din Cholula). O legendă spune că acești câini mici erau destinați să conducă sufletele celor decedați pe tărâmul umbrelor. Poartă numele statului mexican pe teritoriul căruia a fost identificat de cuceritorii veniți din Spania. AKC a adoptat oficial rasa încă din anul 1904.

### Îngrijire și sensibilitate boli
Blana lor trebuie periată doar ocazional, nu năpârlesc prea consistent. Se recomandă folosirea picăturilor pentru ochi, ca să se evite formarea "dârelor de lacrimi". Sunt mofturoși în ceea ce privește hrana și stăpânii cad repede în capcana unui răsfăț exagerat. Greutatea corporală trebuie atent monitorizată, orice scădere fiind potențial periculoasă. Se întâmplă destul de des ca acești câini să nu schimbe complet dentiția de lapte și va fi necesar să intervină un medic veterinar pentru a se evita complicațiile. Sunt singura rasă canină la care puii se nasc cu moleră, acea porțiune moale din construcția craniului (ca la bebelușii umani). Sunt predispuși atât la hipo, cât și la hiperglicemie. Pot deveni destul de ușor obezi. Alte boli: afecțiuni oculare, tremur muscular, diabet. Sunt, dincolo de aparențe, destul de rezistenți și, cu o bună hrănire și îngrijire pot atinge vârste foarte înaintate.

### Condiții de viață
Câini de interior, plasați mereu în proximitatea oamenilor. Cel mai des sunt tratați ca niște accesorii indispensabile de către stăpâni, și mai puțin ca pe un animal de companie propriu-zis. Nu suportă frigul sau căldura excesivă, trebuie protejați împotriva răcelilor sau insolației.

### Dresaj
În afara dresajului privind respectarea igienei în interiorul căminului și noțiunile de bază de obedință, nu se pretează la un dresaj de factură clasică. Sunt inteligenți și intuitivi, reacționând deseori în deplină concordanță cu starea de spirit a stăpânului, unul din aspectele care-i face atât de iubiți și apreciați. Sunt posesivi și răsfățați prin natura lor, dar și foarte afectuoși și tandri. Sunt gălăgioși, pentru a compensa dimensiunile minuscule și uneori masculii pot denota accente agresive față de străini. Au nevoie de socializare precoce.

### Utilitate
Câini de companie prin excelență, "se lipesc" de sufletul stăpânului și ajung să dezvolte o relație foarte afectuoasă și intensă cu acesta. Nu sunt recomandați pentru interacțiunea cu copiii, pentru că sunt posesivi, irascibili în prezența acestora și nu suportă tachinările.